# Kunjo (Nepal)
Kunjo é uma aldeia e village development committee (lit.: "comité de desenvolvimento de aldeia") do distrito de Mustang, da zona de Dhaulagiri da região Oeste do Nepal. Em 2011 tinha 711 habitantes e 174 residências.
Situa-se a sudoeste de Marpha e Tukuche e a norte de Lete e de Tatopani
O village development committee tem as seguintes aldeias:
- Chhyo (2 420 m)
- Chyachu (2 140 m)
- Deurali (Jhipra; 2 470 m)
- Khoko (2 620 m)
- Kunjo (2 570 m)
- Pairothapla (1 900 m)
- Polche (2 462 m)
- Sari (2 180 m)